# ブラックバーン マーキュリー

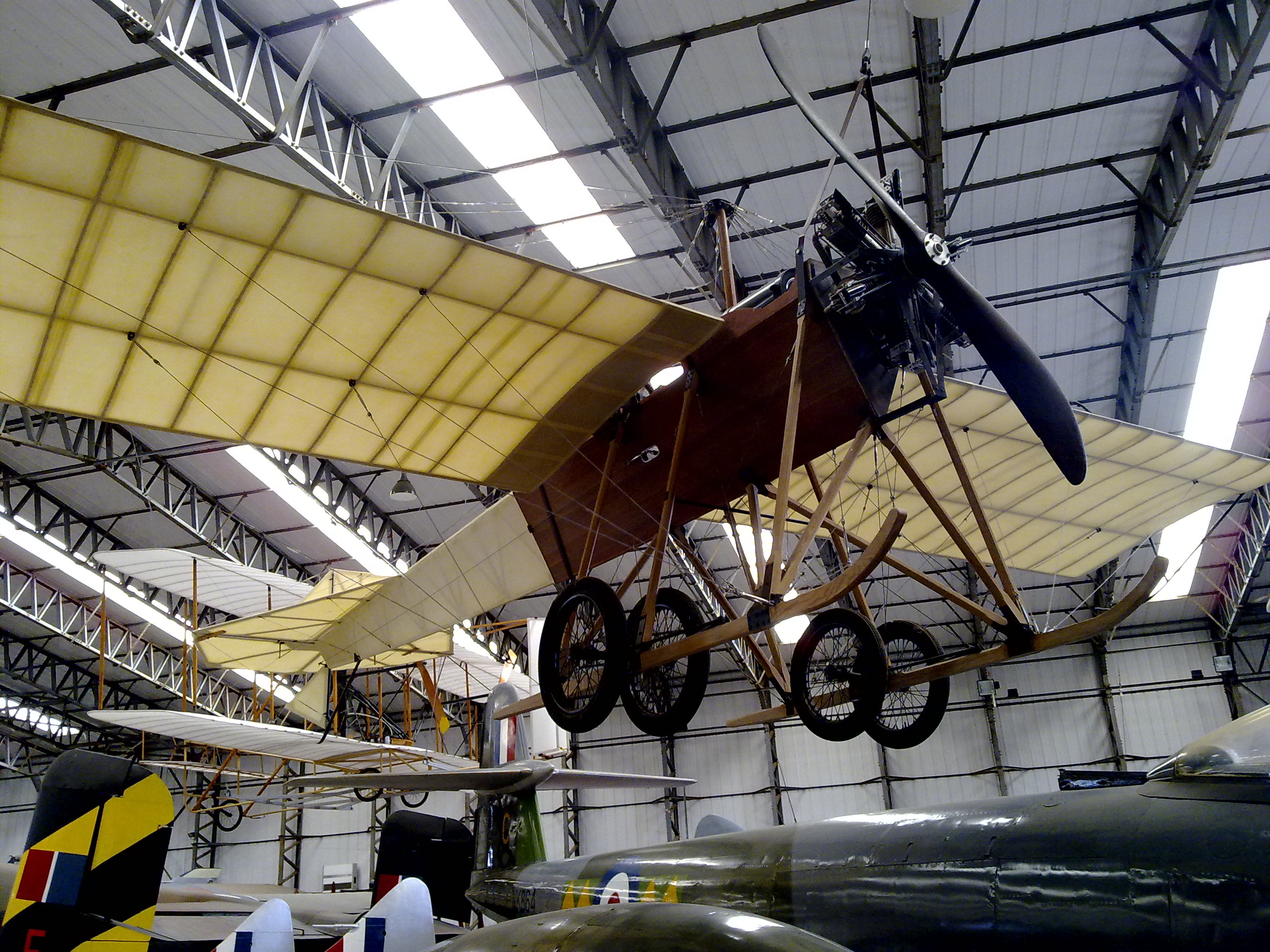
Rヨークシャー航空博物館のレプリカ

ブラックバーン マーキュリー（Blackburn Mercury）は1911年5月17日に初飛行した単葉機である。ブラックバーン飛行学校の練習機として設計された。
フランスのアントワネットの設計に影響を受けて作られた、ブラックバーン セカンドモノプレーンのサイズを大きくして複座としたもので、中翼の単葉機で、パイロットと練習生は開放式のコクピットにタンデムに搭乗した。試作機は1911年3月のオリンピア・エアショーで公開され、1911年7月に開催された、デーリーメール杯、イギリス一周レースに参加する2人のパイロットから注文を得ることができた。単座機に改造されてレースに参加した2機の内、1機は離陸時にクラッシュし、もう1機もエンジン故障で不時着してレースを終えた。
合計9機が製造された。ヨークシャー・テレビのFlambardsという番組のために飛行できないレプリカが作られ、ヨークシャー航空博物館に展示されている。

## 各型
- Mercury I - 複座の試作機 Isaacson エンジン (1 機製造)
- Mercury II - 単座のレース用機体 Gnome ロータリエンジンengine (2 機製造)

Type B - 1機の Mercury IIが単座の練習機に改造された。
- Mercury III またはMercury Passenger Type - (6 機製造) 2座席機、エンジンはIsaacson、Gnome、Renault、Anzaniなど各種

## 要目（Mercury I)
- 乗員: 2名
- 全長: 10.06 m
- 全巾; 11.69 m
- 全高: 2.06 m
- 総重量: 454 kg
- エンジン: アイザックソン（Isaacson） 空冷星型7気筒エンジン
- 出力 50 hp

- 最大速度: 100 km/h